# Doubravice (Hrubá Skála)
Doubravice je vesnice, část obce Hrubá Skála v okrese Semily. Nachází se asi půl kilometru východně od zámku Hrubá Skála.
Doubravice leží v katastrálním území Hrubá Skála o výměře 11,76 km².

## Historie
První písemná zmínka o vesnici pochází z roku 1543.

## Pamětihodnosti
- Řezníčkova vila